# A magyar labdarúgó-válogatott 2017. szeptember 3-i mérkőzése
A magyar labdarúgó-válogatott 2018-as világbajnoki selejtezőjének  nyolcadik mérkőzését Portugália ellen, 2017. szeptember 3-án Budapesten, a Groupama Arénában rendezték. Ez volt a magyar labdarúgó-válogatott 919. hivatalos mérkőzése és a két válogatott egymás elleni 13. összecsapása.

## Helyszín
A találkozót Budapesten, a Groupama Arénában rendezték teltház, 22 000 néző előtt.

## Keretek
megjegyzés: A táblázatban szereplő adatok a mérkőzés előtti állapotnak megfelelőek.
Bernd Storck 2017. augusztus 21-én hozta nyilvánosságra a mérkőzés magyar válogatott 26 fős keretét a Magyar Labdarúgó-szövetség hivatalos honlapján. Érdekessége, hogy a szövetségi kapitány a már korábban meghívott 13 légiós mellé ugyanennyi itthon játszó labdarúgóra számít. A keretben egy újonc található az újpesti Nagy Dániel személyében, a Videoton FC középpályása, az ötszörös válogatott Pátkai Máté először kapott meghívót Bernd Storcktól, míg Varga Roland ismét lehetőséget kap a bizonyításra a német szakembertől.
Bernd Storck, a magyar válogatott szövetségi kapitánya nyilatkozata a kerethirdetés után:
Rohamosan közeledik a következő kihívás időpontja, nagyon örülök, hogy hamarosan ismét együtt lesz a csapat, és hogy a korábban sérült játékosok többsége ismét csatlakozni tud hozzánk. Szerencsére külső körülmények nem befolyásolták a keret összeállítását, így az Eb-csapatból jó néhányan ismét velünk lesznek. Ezúttal 26 fős keretünk van, hiszen két mérkőzést is játszunk, a magas létszám pedig lehetőséget ad változtatásokra, ha ez szükséges lesz, és így felkészülhetünk minden helyzetre. Elsődlegesen a Lettország elleni összecsapásra koncentrálunk, kapcsolatban vagyunk a meghívott játékosokkal, vagyis a felkészülés gyakorlatilag már a mai napon elkezdődik, ugyanis nagyon rövid időt tölthetünk el közösen a mérkőzés előtt. A kerettagoknak profi módon kell készülniük a mérkőzésekre, hiszen a nemzetközi meccsek színvonala, elvárásai magasabbak, mint a hazaiaké. Vannak visszatérőink és vannak újoncaink is, akiket igyekszünk integrálni a keretbe, valamint szeretném megismerni őket emberileg és természetesen profi labdarúgóként is.
Kleinheisler László klubcsapata Bajnokok Ligája-selejtezőjén térdsérülést szenvedett, ezért augusztus 24-én kikerült a keretből. A szövetségi kapitány a játékos helyére nem hívott be senkit a válogatottba. Szalai Ádám részleges izomszakadást szenvedett a Lettország elleni vb selejtezőn, ezért Portugália ellen nem szerepelhet.
| Magyarország                      | Magyarország        | Magyarország                     | Magyarország | Magyarország | Magyarország     | Magyarország                      |
| Poszt                             | Név                 | Születési idő és életkor         | Vál.         | Gól          | Klub             | Utolsó válogatottság              |
| --------------------------------- | ------------------- | -------------------------------- | ------------ | ------------ | ---------------- | --------------------------------- |
| K                                 | Gulácsi Péter       | 1990. május 6. (27 évesen)       | 11           | 0            | Lipcse           | 2017. 08. 31-én Lettország ellen  |
| K                                 | Megyeri Balázs      | 1990. március 31. (27 évesen)    | 1            | 0            | Greuther Fürth   | 2016. 11. 15-én Svédország ellen  |
| K                                 | Kovácsik Ádám       | 1991. április 4. (26 évesen)     | 0            | 0            | Videoton         | —                                 |
| V                                 | Bese Barnabás       | 1994. május 6. (23 évesen)       | 8            | 0            | Le Havre         | 2017. 08. 31-én Lettország ellen  |
| V                                 | Botka Endre         | 1994. augusztus 25. (23 évesen)  | 1            | 0            | Ferencváros      | 2016. 11. 15-én Svédország ellen  |
| V                                 | Fiola Attila        | 1990. február 17. (27 évesen)    | 19           | 0            | Videoton         | 2016. 11. 15-én Svédország ellen  |
| V                                 | Guzmics Richárd     | 1987. április 16. (30 évesen)    | 23           | 1            | Jenpien Funde    | 2017. 08. 31-én Lettország ellen  |
| V                                 | Kádár Tamás         | 1990. március 14. (27 évesen)    | 39           | 1            | Dinamo Kijev     | 2017. 08. 31-én Lettország ellen  |
| V                                 | Hangya Szilveszter  | 1994. január 2. (23 évesen)      | 1            | 0            | Vasas            | 2016. 11. 15-én Svédország ellen  |
| V                                 | Korhut Mihály       | 1988. december 1. (28 évesen)    | 10           | 0            | Hapóél Beér-Seva | 2017. 08. 31-én Lettország ellen  |
| V                                 | Pintér Ádám         | 1988. június 12. (29 évesen)     | 26           | 0            | Greuther Fürth   | 2017. 03. 25-én Portugália ellen  |
| KP                                | Dzsudzsák Balázs    | 1986. december 23. (30 évesen)   | 90           | 21           | el-Vahda         | 2017. 08. 31-én Lettország ellen  |
| KP                                | Elek Ákos           | 1988. július 21. (29 évesen)     | 43           | 1            | Kajrat Almati    | 2017. 08. 31-én Lettország ellen  |
| KP                                | Gera Zoltán         | 1979. április 22. (38 évesen)    | 97           | 26           | Ferencváros      | 2017. 03. 25-én Portugália ellen  |
| KP                                | Kleinheisler László | 1994. április 8. (23 évesen)     | 13           | 1            | Asztana          | 2017. 06. 09-én Andorra ellen     |
| KP                                | Lovrencsics Gergő   | 1988. szeptember 1. (28 évesen)  | 17           | 1            | Ferencváros      | 2017. 08. 31-én Lettország ellen  |
| KP                                | Márkvárt Dávid      | 1994. szeptember 20. (22 évesen) | 1            | 0            | Puskás Akadémia  | 2017. 06. 05-én Oroszország ellen |
| KP                                | Nagy Ádám           | 1995. június 17. (22 évesen)     | 19           | 0            | Bologna          | 2017. 08. 31-én Lettország ellen  |
| KP                                | Nagy Dániel         | 1991. március 15. (26 évesen)    | 0            | 0            | Újpest           | —                                 |
| KP                                | Pátkai Máté         | 1988. március 6. (29 évesen)     | 6            | 0            | Videoton         | 2017. 08. 31-én Lettország ellen  |
| KP                                | Stieber Zoltán      | 1988. október 16. (28 évesen)    | 22           | 3            | D.C. United      | 2017. 08. 31-én Lettország ellen  |
| KP                                | Varga Roland        | 1990. január 23. (27 évesen)     | 5            | 2            | Ferencváros      | 2017. 08. 31-én Lettország ellen  |
| CS                                | Böde Dániel         | 1986. október 24. (30 évesen)    | 17           | 4            | Ferencváros      | 2017. 08. 31-én Lettország ellen  |
| CS                                | Eppel Márton        | 1991. november 20. (25 évesen)   | 2            | 0            | Budapest Honvéd  | 2017. 06. 09-én Andorra ellen     |
| CS                                | Priskin Tamás       | 1986. szeptember 27. (30 évesen) | 60           | 17           | Ferencváros      | 2016. 11. 15-én Svédország ellen  |
| CS                                | Szalai Ádám         | 1987. december 9. (29 évesen)    | 42           | 14           | Hoffenheim       | 2017. 08. 31-én Lettország ellen  |
| Szövetségi kapitány: Bernd Storck |                     |                                  |              |              |                  |                                   |

 megjegyzés: A táblázatban szereplő adatok a Portugália – Feröer mérkőzés előtti állapotnak megfelelőek.
| Portugália                           | Portugália        | Portugália                       | Portugália | Portugália | Portugália      | Portugália           |
| Poszt                                | Név               | Születési idő és életkor         | Vál.       | Gól        | Klub            | Utolsó válogatottság |
| ------------------------------------ | ----------------- | -------------------------------- | ---------- | ---------- | --------------- | -------------------- |
| K                                    | Beto              | 1982. május 1. (35 évesen)       | 11         | 0          | Göztepe         |                      |
| K                                    | Bruno Varela      | 1994. november 3. (22 évesen)    | 0          | 0          | Benfica         | –                    |
| K                                    | Rui Patrício      | 1988. február 15. (29 évesen)    | 64         | 0          | Sporting        |                      |
| V                                    | Bruno Alves       | 1981. november 27. (35 évesen)   | 93         | 11         | Rangers FC      |                      |
| V                                    | Cédric Soares     | 1991. augusztus 31. (26 évesen)  | 22         | 1          | Southampton     |                      |
| V                                    | Eliseu            | 1983. október 1. (33 évesen)     | 25         | 1          | Benfica         |                      |
| V                                    | Fábio Coentrão    | 1988. március 11. (29 évesen)    | 51         | 5          | Sporting        |                      |
| V                                    | João Cancelo      | 1994. május 27. (23 évesen)      | 5          | 3          | Internazionale  |                      |
| V                                    | José Fonte        | 1983. december 22. (33 évesen)   | 25         | 0          | West Ham        |                      |
| V                                    | Pepe              | 1983. február 26. (34 évesen)    | 86         | 5          | Beşiktaş        |                      |
| KP                                   | Adrien Silva      | 1989. március 15. (28 évesen)    | 20         | 1          | Sporting        |                      |
| KP                                   | André Gomes       | 1993. július 30. (24 évesen)     | 25         | 0          | FC Barcelona    |                      |
| KP                                   | Danilo Pereira    | 1991. szeptember 9. (25 évesen)  | 22         | 1          | FC Porto        |                      |
| KP                                   | João Mário        | 1993. január 19. (24 évesen)     | 25         | 0          | Internazionale  |                      |
| KP                                   | João Moutinho     | 1986. szeptember 8. (30 évesen)  | 102        | 7          | AS Monaco       |                      |
| KP                                   | Pizzi             | 1989. október 6. (27 évesen)     | 9          | 2          | Benfica         |                      |
| KP                                   | William Carvalho  | 1992. április 7. (25 évesen)     | 37         | 1          | Sporting        |                      |
| CS                                   | André Silva       | 1987. december 9. (29 évesen)    | 13         | 8          | AC Milan        |                      |
| CS                                   | Bernardo Silva    | 1994. augusztus 10. (23 évesen)  | 16         | 2          | Manchester City |                      |
| CS                                   | Bruma             | 1994. október 24. (22 évesen)    | 0          | 0          | RB Leipzig      | –                    |
| CS                                   | Cristiano Ronaldo | 1985. február 5. (32 évesen)     | 143        | 75         | Real Madrid     |                      |
| CS                                   | Gelson Martins    | 1995. május 11. (22 évesen)      | 11         | 0          | Sporting        |                      |
| CS                                   | Nélson Oliveira   | 1991. augusztus 8. (26 évesen)   | 16         | 1          | Norwich City    |                      |
| CS                                   | Ricardo Quaresma  | 1983. szeptember 26. (33 évesen) | 69         | 9          | Beşiktaş        |                      |
| Szövetségi kapitány: Fernando Santos |                   |                                  |            |            |                 |                      |

## Örökmérleg a mérkőzés előtt
| Magyarország |           | Portugália |
| ------------ | --------- | ---------- |
| 0            | Győzelem  | 8          |
| 4            | Döntetlen | 4          |
| 10           | Gólok     | 29         |
| 4/24         | Pontok    | 20/24      |
| 16,67%       | %         | 83,33%     |

A táblázatban a győzelemért 2 pontot számoltunk el.

## A selejtezőcsoport állása a mérkőzés előtt
| Hely. | Csapat       | M | Gy | D | V | G+ | G– | Gk  | P  | Továbbjutás                      |
| ----- | ------------ | - | -- | - | - | -- | -- | --- | -- | -------------------------------- |
| 1.    | Svájc        | 7 | 7  | 0 | 0 | 15 | 3  | +12 | 21 | Kijut a 2018-as világbajnokságra |
| 2.    | Portugália   | 7 | 6  | 0 | 1 | 27 | 4  | +23 | 18 | Lehetséges pótselejtező          |
| 3.    | Magyarország | 7 | 3  | 1 | 3 | 11 | 8  | +3  | 10 |                                  |
| 4.    | Feröer       | 7 | 1  | 2 | 4 | 3  | 15 | −12 | 5  |                                  |
| 5.    | Andorra      | 7 | 1  | 1 | 5 | 2  | 16 | −14 | 4  |                                  |
| 6.    | Lettország   | 7 | 1  | 0 | 6 | 3  | 15 | −12 | 3  |                                  |

1. ↑  A nyolc legjobb csoportmásodik pótselejtezőt játszik. A kilencedik csoportmásodik kiesik.

## A mérkőzés
| 2017. szeptember 3., vasárnap 20:45 (UTC+3) |

| Magyarország                                              | 0 – 1               | Portugália                     |
| --------------------------------------------------------- | ------------------- | ------------------------------ |
| Pátkai 20' Priskin 30′ Elek 45+2' Dzsudzsák 82' Fiola 89' | (0 – 0) Jegyzőkönyv | 48' (0–1) A. Silva 89' Ronaldo |

| Groupama Aréna, Budapest Nézőszám: 22 000 Játékvezető: Danny Makkelie (holland) Asszisztensek: Mario Diks és Hessel Steegstra |

Nyilatkozatok a mérkőzés után:
Vereség után nyilatkozni mindig szomorú dolog, de most egyben kissé bosszantó is, mert a 30. percben történt kiállítás után teljesen át kellett alakítanunk a meccstervünket, hogy helytálljunk a nagyon erős portugál válogatott ellen. A játékosaim az első félidőben taktikusan játszottak, végig nagyot harcoltak a jó eredményért, és a végig mellettünk álló szurkolókkal együtt mindent megtettek a sikerért. Voltak azért hibáink is, az egyikből gólt kaptunk, és innen már nagyon nehéz dolgunk volt. Gratulálok a portugáloknak, megérdemelten nyertek, de minden elismerésem a magyar válogatott játékosoké, és külön köszönöm a szurkolóknak a csodálatos támogatást.
Nehéz meccsen vagyunk túl, de számítottunk is rá, hogy meg kell majd szenvednünk a három pontért. Bernd Storck egy kisebb meglepetéssel állt elő, mert nem számítottam rá, hogy két csatárral kezd a magyar válogatott. Az első félórában több nagy helyzetünk is volt, annak ellenére is elégedett voltam a játékunkkal, hogy nem szereztünk gólt. A kiállítás után fejetlenné vált a játék, feszülten futballoztak a csapatok, a fordulás után viszont rögtön gólt lőttünk, ami után viszont kissé érthetetlenül visszavettünk. A győzelem teljesen megérdemelt, sok helyzetünk volt, végül egy gól elég volt a három pont megszerzéséhez. A magyarok jól játszottak, ilyen teljesítménnyel komoly esélyük lesz októberben a svájciak elleni mérkőzésen.

### Az összeállítások
| Csapatszínek | Csapatszínek | Csapatszínek |
| Csapatszínek |              |              |
| Csapatszínek |              |              |
|              |              |              |
| Magyarország |              |              |

| Csapatszínek | Csapatszínek | Csapatszínek |
| Csapatszínek |              |              |
| Csapatszínek |              |              |
|              |              |              |
| Portugália   |              |              |

Asszisztensek:

 Mario Diks (holland) (partvonal)

 Hessel Steegstra (holland) (partvonal)

Negyedik játékvezető:

 Kevin Blom (holland)

## Gólok és figyelmeztetések
A magyar válogatott játékosainak góljai és figyelmeztetései a selejtezősorozatban.
Csak azokat a játékosokat tüntettük fel a táblázatban, akik legalább egy gólt szereztek vagy figyelmeztetést kaptak.
A játékosok vezetéknevének abc-sorrendjében.
| Mérkőzés            | Mérkőzés | Mérkőzés | Mérkőzés | Mérkőzés | Mérkőzés | FRO–HUN     | HUN–SUI     | LVA–HUN     | HUN–AND     | POR–HUN     | AND–HUN     | HUN–LVA         | HUN–POR     | SUI–HUN     | HUN–FRO     |
| ------------------- | -------- | -------- | -------- | -------- | -------- | ----------- | ----------- | ----------- | ----------- | ----------- | ----------- | --------------- | ----------- | ----------- | ----------- |
| Figyelmeztetések    | Gól      |          |          |          | KM       | 2016.09.06. | 2016.10.07. | 2016.10.10. | 2016.11.13. | 2017.03.25. | 2017.06.09. | 2017.08.31.     | 2017.09.03. | 2017.10.07. | 2017.10.10. |
| Bese Barnabás       | 0        | 2        | 0        | 0        | 1        |             |             |             |             |             | Sárga lap   | Sárga lap       | X           |             |             |
| Dzsudzsák Balázs    | 1        | 2        | 0        | 0        | 1        |             |             |             |             | Sárga lap   |             | Gól             | Sárga lap   | X           |             |
| Elek Ákos           | 0        | 1        | 0        | 0        | 0        |             |             |             |             |             |             |                 | Sárga lap   |             |             |
| Fiola Attila        | 0        | 2        | 0        | 0        | 1        | Sárga lap   |             |             |             |             |             |                 | Sárga lap   | X           |             |
| Gera Zoltán         | 1        | 1        | 0        | 0        | 0        |             |             |             | Gól         | Sárga lap   |             |                 |             |             |             |
| Gyurcsó Ádám        | 2        | 0        | 0        | 0        | 0        |             |             | Gól         | Gól         |             |             |                 |             |             |             |
| Kádár Tamás         | 1        | 3        | 0        | 0        | 1        | Sárga lap   |             | Sárga lap   | X           | Sárga lap   |             | Gól             |             |             |             |
| Kleinheisler László | 0        | 2        | 0        | 0        | 1        | Sárga lap   |             |             | Sárga lap   | X           |             |                 |             |             |             |
| Korhut Mihály       | 0        | 1        | 0        | 0        | 0        |             |             |             | Sárga lap   |             |             |                 |             |             |             |
| Lang Ádám           | 1        | 0        | 0        | 0        | 0        |             |             |             | Gól         |             |             |                 |             |             |             |
| Nagy Ádám           | 0        | 1        | 0        | 0        | 0        |             |             |             |             |             |             | Sárga lap       |             |             |             |
| Pátkai Máté         | 0        | 1        | 0        | 0        | 0        |             |             |             |             |             |             |                 | Sárga lap   |             |             |
| Priskin Tamás       | 0        | 0        | 0        | 1        | 1        |             |             |             |             |             |             |                 | kiállítva   | X           |             |
| Szalai Ádám         | 5        | 1        | 0        | 0        | 0        |             | Gól · Gól   | Gól         | Gól         |             |             | Gól · Sárga lap |             |             |             |
| Összesen            | 11       | 17       | 0        | 1        | 6        |             |             |             |             |             |             |                 |             |             |             |

Jelmagyarázat: Helyszín: O = Otthon; I = Idegenben;
 = szerzett gólok;  = sárga lapos figyelmeztetés;  = egy mérkőzésen 2 sárga lap utáni azonnali kiállítás;  = piros lapos figyelmeztetés, azonnali kiállítás; X = eltiltás; KM = eltiltás miatt kihagyott mérkőzés

## Örökmérleg a mérkőzés után
| Magyarország |           | Portugália |
| ------------ | --------- | ---------- |
| 0            | Győzelem  | 9          |
| 4            | Döntetlen | 4          |
| 10           | Gólok     | 30         |
| 4/26         | Pontok    | 22/26      |
| 15,38%       | %         | 84,62%     |

A táblázatban a győzelemért 2 pontot számoltunk el.

### Összes mérkőzés
Győzelem
      Döntetlen
      Vereség
| No.        | Dátum         | Helyszín                      | Néző   | Mérkőzés                 | Eredmény                          | Gólszerző(k) | Forrás |
| ---------- | ------------- | ----------------------------- | ------ | ------------------------ | --------------------------------- | --- | ------ |
| 1. (121.)  | 1926. 12. 26. | Porto, Campo do Ameal         | 10 000 | barátságos               | Portugália–Magyarország 3–3 (2–0) | Holzbauer 9' (0–1), Braun 22' (0–2), Holzbauer 74' (3–3) ill. dos Santos 40' (11-esből) (1–2), Severo 49' (2–2), Martins 60' (3–2) | [ 6 ]  |
| 2. (165.)  | 1933. 01. 29. | Lisszabon, Estadio do Lumiar  | 15 000 | barátságos               | Portugália–Magyarország 1–0 (0–0) | Pinga 57' (1–0) | [ 7 ]  |
| 3. (207.)  | 1938. 01. 09. | Lisszabon, Estádio Benfica    | 10 000 | barátságos               | Portugália–Magyarország 4–0 (2–0) | Santo 14' (1–0), Pedro 15' (2–0), Soeiro 48' (3–0), Pedro 75' (4–0)                                                                | [ 8 ]  |
| 4. (335.)  | 1956. 06. 09. | Lisszabon, Estádio Nacional   | 70 000 | barátságos               | Portugália–Magyarország 2–2 (0–1) | Kocsis 51' (1–1), Lantos 59' (1–2) ill. Águas 45' (1–0), Vasques 65' (2–2)                                                         | [ 9 ]  |
| 5. (424.)  | 1966. 07. 13. | Manchester, Old Trafford      | 37 311 | Vb 1966, csoportmérkőzés | Portugália–Magyarország 3–1 (1–0) | Bene 60' (1–1) ill. Augusto 3' (1–0), Augusto 67' (2–1), Torres 90' (3–1)                                                          | [ 10 ] |
| 6. (572.)  | 1983. 04. 13. | Coimbra, Estádio Cidade       | 15 000 | barátságos               | Portugália–Magyarország 0–0       | | [ 11 ] |
| 7. (725.)  | 1998. 09. 06. | Budapest, Népstadion          | 50 000 | Eb 2000, selejtező       | Magyarország–Portugália 1–3 (0–1) | Horváth 32' (1–0) ill. Sá Pinto 56' (1–1), Sá Pinto 76' (1–2), Costa 84' (1–3)                                                     | [ 12 ] |
| 8. (738.)  | 1999. 10. 09. | Lisszabon, Estádio da Luz     | 60 000 | Eb 2000, selejtező       | Portugália–Magyarország 3–0 (2–0) | Costa 13' (11-esből) (1–0), J. Pinto 16' (2–0), Xavier 58' (3–0)                                                                   | [ 13 ] |
| 9. (843.)  | 2009. 09. 09. | Budapest, Népstadion          | 50 000 | Vb 2010, selejtező       | Magyarország–Portugália 0–1 (0–1) | Pepe 10' (0–1) | [ 14 ] |
| 10. (844.) | 2009. 10. 09. | Lisszabon, Estádio da Luz     | 50 115 | Vb 2010, selejtező       | Portugália–Magyarország 3–0 (1–0) | Sabrosa 18' (1–0), da Silva 74' (2–0), Sabrosa 79' (3–0)                                                                           | [ 15 ] |
| 11. (908.) | 2016. 06. 22. | Lyon, Parc Olympique Lyonnais | 55 514 | Eb 2016, csoportmérkőzés | Magyarország–Portugália 3–3 (0–1) | Gera 19' (1–0), Dzsudzsák 47' (2–1), Dzsudzsák 55' (3–2) ill. Nani 42' (1–1), Ronaldo 50' (2–2), Ronaldo 62' (3–3)                 | [ 16 ] |
| 12. (915.) | 2017. 03. 25. | Lisszabon, Estádio da Luz     | 57 816 | Vb 2018, selejtező       | Portugália–Magyarország 3–0 (2–0) | A. Silva 31' (1–0), Ronaldo 36' (2–0), Ronaldo 65' (3–0)                                                                           | [ 17 ] |
| 13. (919.) | 2017. 09. 03. | Budapest, Groupama Aréna      | 21 344 | Vb 2018, selejtező       | Magyarország–Portugália 0–1 (0–0) | A. Silva 48' (0–1) | [ 18 ] |

## A selejtezőcsoport állása a mérkőzés után
További mérkőzések a fordulóban
| 2017. szeptember 3. | Lettország | 0–3 | Svájc   |
| 2017. szeptember 3. | Feröer     | 1–0 | Andorra |

| Hely. | Csapat       | M | Gy | D | V | G+ | G– | Gk  | P  | Továbbjutás                      |
| ----- | ------------ | - | -- | - | - | -- | -- | --- | -- | -------------------------------- |
| 1.    | Svájc        | 8 | 8  | 0 | 0 | 18 | 3  | +15 | 24 | Kijut a 2018-as világbajnokságra |
| 2.    | Portugália   | 8 | 7  | 0 | 1 | 28 | 4  | +24 | 21 | Lehetséges pótselejtező          |
| 3     | Magyarország | 8 | 3  | 1 | 4 | 11 | 9  | +2  | 10 |                                  |
| 4.    | Feröer       | 8 | 2  | 2 | 4 | 4  | 15 | −11 | 8  |                                  |
| 5.    | Andorra      | 8 | 1  | 1 | 6 | 2  | 17 | −15 | 4  |                                  |
| 6.    | Lettország   | 8 | 1  | 0 | 7 | 3  | 18 | −15 | 3  |                                  |

1. ↑  A nyolc legjobb csoportmásodik pótselejtezőt játszik. A kilencedik csoportmásodik kiesik.